# Wydajność transpiracji
Wydajność transpiracji – wskaźnik określający suchą masę wytworzoną przez roślinę przypadająca na 1 dm3 wyparowanej wody. Wskaźnik jest odwrotnością współczynnika transpiracji i podobnie jak on zależy od gatunku i odmiany rośliny oraz stadium rozwojowego, warunków środowiska i zagęszczenia roślin.